# Meliodas
Meliodas é uma figura na lenda arturiana, famosa como o pai de Tristão na Prísta Tristão e contas subsequentes, incluindo o Ciclo Pós-Vulgate, Palamedes e a Compilação de Rustichello da Pisa. Ele foi o segundo rei de Lyones, de acordo com o falecido romance italiano Il dui Tristani, filho de Felec e vassalo do rei Marcos. A primeira esposa de Meliodas, Elizabeth, que deu à luz Tristan, era irmã de Mark, e sua segunda esposa era filha ou irmã de Hoel of Brittany.
O romance francês Aliadus (Meliadus) é derivado do trabalho originalmente intitulado Palamedes, uma série de contos baseados nas lendas de Tristan e Lancelot-Graal, mas voltando aos heróis da geração anterior. Uther Pendragon, pai de Arthur, ainda está vivo, assim como os pais de Erec e Tristan. O título refere-se ao cavaleiro sarraceno Palamedes, cujo pai Esclabor também desempenha um papel. Certos manuscritos identificam Palamedes como uma das figuras centrais, mas ele raramente aparece e Meliodas e seu companheiro Guiron le Courtois são os personagens mais importantes.  A compilação de Rustichello da Pisa ou Rusticien de Pise, é um posterior re-working da lenda enfocando Meliadus como o personagem central. Algumas versões, incluindo as edições impressas do início do século XVI produzidas em Paris, são divididas em duas partes, com a primeira intitulada Meliadus de Leonnoys e a segunda Gyron le Courtoys.
A primeira parte começa com a chegada de Esclabor, pai de Palamedes na corte do jovem Artur e, mais tarde, de Pharamond, rei dos francos e do cavaleiro sans peur. Meliodas só aparece depois de uma série de episódios envolvendo esses personagens. Ele está, por sua vez, envolvido em várias façanhas que incluem a conquista da Rainha da Escócia, sendo capturado e depois libertado por Arthur, para ajudá-lo em sua guerra contra os saxões. Seu filho Tristan aparece na história quando criança. A versão mais completa de Rustichello da Pisa termina com os cavaleiros mais antigos sendo libertos do cativeiro e Meliodas aclamado "la farinha de toute chevalerie" na corte de Arthur.

## Na cultura moderna
- A série de mangá Nanatsu no Taizai apresenta Meliodas como o capitão dos Sete Pecados Capitais, que carrega o Pecado da Ira como um símbolo do Dragão em seu ombro esquerdo.[1]